# Erica argentea
Erica argentea är en ljungväxtart som beskrevs av Johann Friedrich Klotzsch och George Bentham. Erica argentea ingår i släktet klockljungssläktet, och familjen ljungväxter. Utöver nominatformen finns också underarten E. a. rigida.